# Alex Band
Alexander Maxwell Band, mais conhecido como Alex Band (Los Angeles, 8 de junho de 1981), é um cantor, compositor, músico, instrumentista, produtor musical e ator americano. Ele ficou famoso como vocalista da banda The Calling no início dos anos 2000, com o hit "Wherever You Will G", que liderou o Adult Top 40 por 23 semanas e conquistou o primeiro lugar entres os 10 melhores hits da última década da revista Billboard.
Junto com o seu amigo e colega compositor Aaron Kamin, guitarrista do The Calling, alcançaram o sucesso com o lançamento de dois álbuns de estúdio; Camino Palmero (2001) e Two (2004). Eles também alcançaram sucesso número um em todo o mundo com os singles "Adrienn”, Our Live” e "Things Will Go My War”. Como artista solo, Alex Band é conhecido por fornecer os vocais ao hit, “Why Don't You &”, com Carlos Santana em 2004. Em 2008, ele criou sua própria gravadora, a AMB Records e lançou um EP de cinco músicas intitulado Alex Band EP. Mais tarde, a banda lançou seu álbum de estreia, We All Been There, em junho de 2010, com o hit“"Tonigh". Atualmente, ele reside em Los Angeles.

## Biografia
Alex Band nasceu em Los Angeles, Califórnia, em uma família de entretenimento. Sua mãe é Meda Band e seu pai é Charles Band, um realizador de filmes de terror. O seu avô, Albert Band, também era um conhecido realizador de filmes de cinema.  O pai é judeu e a mãe é cristã. Os pais cresceram em Itália e tem uma casa em Giove, Umbria. 
Em tenra idade, os pais de Band se divorciaram e seu pai se casou novamente. Ele cresceu com dois de seus meio-irmãos Harlan e Zalman e sua irmã Taryn. Após o divórcio, sua mãe se mudou para a Alemanha, onde se casou e ainda mora. Band tinha cerca de oito anos na época. Ela teve três filhos, que Band acabou conhecendo quando ele viajou para a Alemanha. 

## Carreira

### Início da Carreira
Alex formou sua primeira banda com o amigo e cineasta Jethro Rothe-Kushel, chamado "Maybe Solitude”. Rothe-Kushel também dirigiu seu primeiro videoclipe para uma música chamada “Dormant Prayer”. Depois que a banda se separou, Alex conheceu Aaron Kamin quando ele começou a namorar sua irmã da banda. Os dois começaram a escrever músicas e tocar em 1996 e logo formaram a banda “Generation Gap”. Nesta fase, a banda também tinha o saxofonista Benny Golbin, dando às músicas um som mais jazzístico que lembra a Dave Matthews Band.
Eventualmente, Band e Kamin abandonaram a formação "Gap” e trocaram brevemente o nome para “Next Door”, o que foi um aceno para Ron Fair, um veterano executivo de negócios de música e vizinho de Band.
Kamin e Band começaram a se concentrar mais nas composições e, quando a voz de barítono de Alex começou a amadurecer, a dupla começou a deixar fitas demo de novas músicas e ideias para Fair em sua caixa de correio. Eles rapidamente encontraram um som semelhante entre os artistas de rock prontos para o rádio do início do século XXI, como Matchbox Twenty, Third Eye Blind, Train e Fastball.
Em 1999, a Fair ficou impressionado o suficiente com as demos para assiná-las em um contrato com a RCA. Eles mudaram o nome para The Calling, que refletia o renovado senso de propósito da banda.

### The Calling
A banda já lançou dois álbuns, Camino Palmero (disco com o sucesso "Wherever You Will Go”, “Adrienne”, “Stigmatized” e “Could It Be Any Harder”), e Two (que tem as canções “Our Lives”, “Things Will Go My Way” e “Anything”, onde, no clipe, contracena com sua ex-mulher, a atriz Jennifer Sky).
Seu pai é o diretor de filmes de terror Charles Band e quando criança, ele conheceu Demi Moore, que estava num dos primeiros filmes de seu pai, "Puppet Master” . Sua família possuía um castelo em Genova, na Itália, onde foi gravado o DVD acústico“"The Calling - Music In High Place”". O castelo foi vendido há alguns anos e não pertence mais à família de Alex.
Alex Band também gravou um single com o lendário guitarrista Carlos Santana, "Why Don't You And I”, que foi escrita por Chad Kroeger (Nickelback), porém a sua gravadora vetou a sua participação no single, pois poderia comprometer a repercussão do lançamento do álbum da banda The Long Road. Foi Chad quem recomendou Alex Band como substituto para a regravação do single. Que como previsto, fez muito sucesso na voz do vocalista do The Calling.

### Carreira solo
A banda teve diversas formações, desde seu início. Com o guitarrista da banda, Aaron Kamin, ele contratava os outros músicos. Alex Band era o líder e compositor do The Calling.
Em junho de 2005, anunciou seus planos de seguir uma carreira solo, deixando o The Calling. Ele escreveu e gravou todas as músicas de seu primeiro disco solo, confirmado o nome como "We've All Been There” (em tradução livre, “Todos nós já passamos por isso”), com selo independente. O lançamento do disco foi realizado no dia 29 de junho de 2010. Além do novo material, ele confirmou que também tocaria nas turnês, as principais músicas do The Calling. Entre as músicas da carreira solo que fazem parte do CD, estão algumas, como: Tonight, Please, What Is Love, Never Let You Go e Start Over Again.
Enquanto aguarda o lançamento do disco "We've All Been There”, Band lançou em maio de 2008 um EP exclusivo para os fãs, intitulado “Alex Band: EP”, com cinco músicas: 4 inéditas e uma já conhecida ('Coming Home', composta por Band e o cantor Mitch Allan, para a trilha sonora do filme 'The Final Season', 2007). As músicas do EP são: Live Again, Rest Of Our Lives, Only One, Coming Home e Fame.
Um mês depois, um novo EP foi posto à venda, exclusivamente nos shows da turnê brasileira. O novo EP substitui a música 'Coming Home' pela inédita 'Here With You I'm Found'. O EP, na sua forma física, pode ser comprado através do site brasileiro, e o EP virtual, pelo endereço . Desse EP, foi feito um videoclipe exclusivo para o Brasil da música Only One, onde o cantor aparece com uma bandeira do Brasil, nos ombros.
Turnês no Brasil
Turnê no Brasil em 2008: Alex Band veio pela 4.ª vez ao Brasil em junho de 2008. Já esteve no país três vezes com a banda The Calling, em São Paulo e Rio de Janeiro em 2002, São Paulo, Rio de Janeiro, Sorocaba, Fortaleza e Recife em 2003 e São Paulo, Rio de Janeiro, Novo Hamburgo e Belo Horizonte em 2004. Em 19 de julho de 2008, Alex Band se apresentou no programa da TV Globo 'Caldeirão do Huck', assim como em outros, como o 'Balanço Geral' de São José do Rio Preto, e em diversas rádios brasileiras. Alex esteve em sua primeira turnê solo no Brasil, divulgando suas novas músicas solo, e músicas da banda The Calling, com 10 shows.
Turnê no Brasil em 2019: Após o período de hiatos, Alex retomou carreira musical com a banda The Calling para uma turnê mundial. Eles vieram pela 4° vez ao Brasil onde fizeram quatro apresentações: São Paulo (15/12), Rio de Janeiro (12/12), Belo Horizonte (13/12) e Brasília (14/12).

## Turnês

### Brazil Tours
| Datas e Locais dos Shows | -Junho/Julho 2008- - 20 de Junho: São José do Rio Preto (SP) - 21 de Junho: Santos (SP) - 24 de Junho: São Paulo (SP) - 25 de Junho: Rio de Janeiro (RJ) - 26 de Junho: Jaguariúna (Campinas - SP) - 27 de Junho: Tubarão (SC) - 28 de Junho: Florianópolis (SC) - 29 de Junho: Campo Grande (RJ) - 3 de Julho: Juiz de Fora (MG) - 5 de Julho: Brasília (DF) | -Dezembro 2008- - 12 de Dezembro: Porto Seguro (BA) - 13 de Dezembro: Palmas (TO) - 16 de Dezembro: Florianópolis (SC) - 18 de Dezembro: Araraquara (SP) - 20 de Dezembro: Vila Velha (ES) | -Junho 2009- - 5 de Junho: São Paulo (SP) - 12 de Junho: Campos do Jordão (SP) - 13 de Junho: Rio Claro (SP) - 20 de Junho: Gravatá (PE) |

### Gravação de DVD
'Alex Band Live in Brasil', a turnê pelo Brasil, foi anunciada a gravação de um DVD ao vivo. Além de várias músicas inéditas da carreira solo, Alex Band tocou os maiores sucessos do The Calling. Uma parte do show foi gravado no dia 24 de junho de 2008, no HSBC Brasil, em São Paulo, e em outras cidades como Santos/SP e Brasília–DF, lançado em DVD no ano de 2009.

## Discografia
| Informações |
| --- |
| Alex Band EP - Estreia: Maio de 2008 - Singles: 2008: "Only One" |
| We've All Been There - Estreia: 29 de Junho de 2010 - Posição nos Charts: #12 (Alemanha) #47 (Europa) #42 (Estados Unidos) #17 (Austria) #46 (Suíça) - Singles: 2010: "Tonight" 2010: "Without You" 2011: "Euphoria" |

### Posições dos Singles
| Ano  | Música                                    | Posição | Posição | Posição | Posição | Álbum                        |
| Ano  | Música                                    | EUA     | ALM     | ATA     | NZ      | Álbum                        |
| ---- | ----------------------------------------- | ------- | ------- | ------- | ------- | ---------------------------- |
| 2003 | "Why Don't You And I"(com Carlos Santana) | 8       | 76      | —       | 21      | Ceremony: Remixes & Rarities |
| 2008 | "Only One"                                | —       | 66      | —       | —       | Alex Band EP                 |
| 2009 | "Silent Night"                            | —       | —       | —       | —       | Download digital             |
| 2010 | "Tonight"                                 | —       | 27      | 37      | —       | We've All Been There         |
| 2010 | "Without You"                             | —       | —       | —       | —       | We've All Been There         |
| 2011 | "Euphoria"                                | —       | —       | —       | —       | We've All Been There         |

### Trilhas Sonoras
| Ano  | Filme/Novela/Seriado   | Música                                               |
| ---- | ---------------------- | ---------------------------------------------------- |
| 2000 | Show Bar               | "Wherever You Will Go" (The Calling)                 |
| 2001 | Smallville             | "Unstoppable" e "Wherever You Will Go" (The Calling) |
| 2001 | Doce Lar               | "Keep Your Hands To Yourself" (The Calling)          |
| 2002 | Coração de Estudante   | "Wherever You Will Go" (The Calling)                 |
| 2003 | Demolidor              | "For You" (The Calling)                              |
| 2003 | Simplesmente Amor      | "Wherever You Will Go" (The Calling)                 |
| 2003 | Fish Without a Bicycle | "Take Hold of Me"                                    |
| 2007 | Bratz: O Filme         | "It Doesn't Get Better Than This"                    |
| 2007 | The Final Season       | "Coming Home"                                        |
| 2009 | Bela, A Feia           | "In Your Heart I'm Home" (com Laís Yasmin)           |
| 2010 | The Vampire Diaries    | "Only One"                                           |
| 2010 | Araguaia               | "Tonight"                                            |

## A volta com The Calling, e seu sequestro relâmpago
Em 15 de agosto de 2013, oito anos desde seu show de despedida, Alex Band anunciou que o The Calling estava de volta, do hiato indefinido. Ele montou uma nova banda. No final da mesma semana, foi sequestrado e gravemente agredido em Michigan, Estados Unidos. Alex estava na cidade de Lapeer (Michigan), para atuar em um festival de música com a banda, e resolveu sair do hotel onde estava hospedado e caminhar até um mercado, às 4h da madrugada de domingo. Uma van parou ao lado de Alex e seus ocupantes o puxaram para o interior do veículo, começando a agredi-lo. Momentos depois, o cantor foi deixado em uma linha de trem. Outro membro da banda notou o sumiço de Alex e começou uma busca. O cantor foi encontrado pouco tempo depois.
Segundo o comunicado, os dois autores do apontaram uma arma na cara de Alex, enquanto o espancavam com um cassetete. Os sequestradores o liberaram, quando ele implorou: "Por favor, não me matem. Eu vou ser pai.” Eles responderam com: “Hoje é seu dia de sorte. Nós não matamos pais” e o deixaram em vias férreas próximas.
"Eu nunca pensei que o meu filho, que está para nascer, seria meu salvador”, afirmou Band sobre o seu primeiro filho, fruto da relação com a esposa, Shayna Weber.

## Filmografia

### Filmes
| Ano  | Filme                    | Nome Original          | Personagem        | Nota              |
| ---- | ------------------------ | ---------------------- | ----------------- | ----------------- |
| 1991 | Bonecos da Morte 2       | Puppet Master 2        | Cairo (Criança)   | Filme do pai dele |
| 1992 | O Mestre Do Desconhecido | Doctor Mordrid         | —                 | Não Credificado   |
| 1993 | O Super Controle Remoto  | Remote                 | Bad Boy           | —                 |
| 2000 | Show Bar                 | Coyote Ugly            | Banda "Next Door" | Performance       |
| 2003 | Fish Without a Bicycle   | Fish Without a Bicycle | Jag               | Independente      |

### Seriados de TV
| Ano  | Seriado         | Episódio                  | Personagem | Nota                                                 |
| ---- | --------------- | ------------------------- | ---------- | ---------------------------------------------------- |
| 2004 | American Dreams | —                         | S/N        | Tocou "Nowhere Man", cover dos Beatles               |
| 2009 | CSI:NY          | 5ª Temporada, Episódio 12 | Trey Fager | Tocou "Without You", "Start Over Again" e "Tonight". |

### Streetteams
- Streetteam Estados Unidos (em inglês)
- Streetteam Alemanha (em alemão)
- Streetteam França (em francês)
- Streetteam Itália (em italiano)
- Streetteam Portugal (em português)
- Streetteam Filipinas (em inglês)
- Streetteam Turquia (em inglês)